# قطعنامه ۲۱۳۸ شورای امنیت
قطعنامه ۲۱۳۸ شورای امنیت سازمان ملل متحد سندی بین‌المللی دربارهٔ وضعیت در دارفور است. این قطعنامه طی نشست شورای امنیت سازمان ملل متحد در تاریخ ۱۳ فوریه ۲۰۱۴ میلادی با ۱۵ رأی موافق، ۰ مخالف و ۰ ممتنع به تصویب رسید.